# Tal com raja (álbum)
Tal com raja (en lengua castellana Tal como sale) es el decimoquinto disco LP cantado en lengua catalana grabado por el cantautor Joan Manuel Serrat y editado por la compañía discográfica Ariola en 1980. Con arreglos y dirección de Ricard Miralles, y la colaboración en tres temas de Josep Maria Bardagí («És quan dormo que hi veig clar», «Vaig com les aus» y «Jocs i joguines»).
Todos los temas compuestos por Joan Manuel Serrat, a excepción de «És quan dormo que hi veig clar» (poema de Josep Vicenç Foix), «El gall» (poema de Josep Carner) y «Vaig com les aus» (poema de Josep Palau i Fabre).

## Canciones que componen el disco
1. Temps era temps - 3:42
2. Cançó de l'amor petit - 2:42
3. És quan dormo que hi veig clar - 2:45
4. Si no us sap greu - 2:52
5. Fins que cal dir-se adéu - 5:01
6. El gall - 2:40
7. La noia que s'ha posat a ballar - 3:23
8. Vaig com les aus - 3:40
9. Jocs i joguines - 3:34
10. Per què la gent s'avorreix tant? - 3:05